# Isaiah Zuber
* solo in precampionato e/o in squadra di allenamento
Isaiah Zuber (Stone Mountain, 15 aprile 1997) è un giocatore di football americano statunitense che milita nel ruolo di wide receiver e punt returner per gli Houston Roughnecks della United Football League (UFL). Al college ha giocato per l'Università statale del Kansas e per l'Università statale del Mississippi.

## Carriera universitaria

### Kansas State Wildcats
Zuber giocò a college football dal 2015 al 2018 per la Kansas State University con i Wildcats impegnati nella Big 12 Conference (Big-12)) della Divisione I della Football Bowl Subdivision (FBS) della NCAA. Con la Kansas State nel suo primo anno fu redshirt, poteva quindi allenarsi con la squadra senza disputare gare ufficiali, per poi entrare in squadra stabilmente e totalizzare nelle successive tre stagioni 141 ricezioni per 1.532 yard e 13 touchdown. 

### Mississippi State Bulldogs
Nel suo ultimo anno di eliggibilità al college Zuber andò a giocare per la Mississippi State University con i Bullgods che militano nella Southeastern Conference (SEC) della divisione I del FBS. Col Mississippi State Zuber fece 14 ricezioni per 211 yard e due touchdown.

### Statistiche al college
| Stagione | Stagione          | Stagione   | Stagione   | Stagione | Stagione | Ricezioni | Ricezioni | Ricezioni | Ricezioni | Ricezioni |      | Ritorni | Ritorni | Ritorni | Ritorni |
| Anno     | Squadra           | Campionato | Conference | P        | PT       | Ric       | Yard      | Media     | Max       | TD        | Punt | Yard    | K.off   | Yard    |         |
| -------- | ----------------- | ---------- | ---------- | -------- | -------- | --------- | --------- | --------- | --------- | --------- | ---- | ------- | ------- | ------- | ------- |
| 2015     | Kansas State      | FBS Div. I | Big-12     | 0        | 0        | redshirt  | redshirt  | redshirt  | redshirt  | redshirt  | -    | -       | -       | -       |         |
| 2016     | Kansas State      | FBS Div. I | Big-12     | 13       | 0        | 24        | 192       | 8,0       | 20        | 2         | 0    | 0       | 0       | 0       |         |
| 2017     | Kansas State      | FBS Div. I | Big-12     | 12       | 10       | 51        | 510       | 10,0      | 29        | 4         | 0    | 0       | 2       | 15      |         |
| 2018     | Kansas State      | FBS Div. I | Big-12     | 12       | 9        | 52        | 619       | 11,9      | 72        | 5         | 10   | 178     | 19      | 309     |         |
| 2019     | Mississippi State | FBS Div. I | SEC        | 13       | 3        | 14        | 211       | 15,1      | 38        | 2         | 1    | 2       | 12      | 189     |         |
| Totale   | Totale            | Totale     | Totale     | 50       | 22       | 141       | 1.532     | 10,9      | 72        | 13        | 11   | 180     | 33      | 153     |         |

Fonte: Football Database

## Carriera professionistica

### New England Patriots
Zuber non fu scelto nel corso del Draft NFL 2020 e il 25 aprile 2020 firmò da undrafted free agent con i New England Patriots. Fu svincolato il 26 luglio 2020 ma poi rifirmò per i Patriots il 5 agosto 2020.  Zuber non rientrò nel roster attivo iniziale dei Patriots e così il 5 settembre 2020 fu svincolato e poi contrattualizzato con la squadra di allenamento il giorno successivo.
Zuber fu elevato al roster attivo per la gara della settimana 3 contro i Las Vegas Raiders e il 27 settembre 2020 fece il suo debutto da professionista nella NFL, per poi essere riportato in squadra di allenamento il giorno successivo alla gara. Zuber fu nuovamente elevato nel roster attivo per le gare delle settimane 4, 6 e 8 rispettivamente contro Kansas City Chiefs, Denver Broncos e Buffalo Bills e poi riportato in squadra di allenamento dopo ogni gara. Terminò la sua stagione da rookie giocando complessivamente in 4 partita, nessuna da titolare, facendo 2 ricezioni per 29 yard e 2 corse per 21 yard e nessun touchdown.
Il 4 gennaio 2021 Zuber firmò da riserva/contratto futuro.
Nella gara di pre-campionato del 29 agosto 2021 contro i New York Giants, Zuber fece il suo primo touchdown su ricezione su passaggio di Mac Jones. Il 31 agosto 2021 non rientrò nel roster attivo e fu svincolato dai Patriots.

### San Francisco 49ers
Il 3 settembre 2021 Zuber firmò per la squadra di allenamento dei San Francisco 49ers venendo però poi svincolato il 14 settembre 2021.

### Cleveland Browns
Il 9 novembre 2021 Zuber firmò per la squadra di allenamento dei Cleveland Browns ma fu poi svincolato il 16 novembre 2021.

### New York Jets
Il 22 dicembre 2021 Zuber firmò per la squadra di allenamento dei New York Jets. Fu svincolato il 30 dicembre 2021.

### Houston Gamblers (USFL)
Il 22 febbraio 2022 Zuber fu selezionato dagli Houston Gamblers nel 13º giro del draft della lega statunitense minore United State Football League (USFL) che riprendeva le attività proprio nel 2022.
Con i Gamblers, nel campionato della USFL disputato in primavera, Zuber mise in mostra le sue doti risultando uno dei migliori ricevitori della lega, giocando nove partite da titolare, facendo 22 ricezioni per 322 yard e diventando leader stagionale per touchdown su ricezione, con 5.

### Las Vegas Raiders
Il 19 luglio 2022 Zuber firmò per i Las Vegas Raiders. Fu svincolato il 30 agosto 2022 e contrattualizzato con la squadra di allenamento il giorno seguente, restandovi quindi per tutta la stagione 2022.
Il 9 gennaio 2023 Zuber firmò da riserva/contratto futuro con i Raiders.
Il 12 aprile 2023 fu svincolato dai Raiders.

### Houston Gamblers (2° periodo)
Il 19 aprile 2023 Zuber rifirmò con gli Houston Gamblers. Con i Gamblers, che disputano il proprio campionato in primavera, giocò 7 partite con 14 ricezioni per 103 yard e nessun touchdown.
Il 14 agosto 2023 fu svincolato per permettergli di firmare con una squadra della NFL.

### Las Vegas Raiders (2° periodo)
Il 15 agosto 2023 Zuber rifirmò con i Las Vegas Raiders. Il 27 agosto 2023, durante la fase di preparazione alla stagione 2023, Zuber fu inserito nella lista riserve/infortunati, comportando questo che non avrebbe più potuto scendere in campo in stagione con i Raiders. Fu svincolato il 5 settembre 2023.

### Houston Gamblers (3° periodo)
Il 15 dicembre 2023 Zuber rifirmò per la terza volta con gli Houston Gamblers.

### Houston Roughnecks (XFL)
Zuber, così come tutti gli altri giocatori ed allenatori degli Houston Gamblers, fu trasferito agli Houston Roughnecks dopo che fu annunciato che i Gablers avevano preso l'identità della loro controparte nella XFL.

## Statistiche

### Stagione regolare
| 2020        | NE          | NFL         | 4 | 0 | 2                                   | 29                                  | 14,5                                | 16                                  | 0                                   | 2 | 21 | 10,5 | 13 | 0 | 0 | 0 |
| 2022        | HOU         | USFL        | - | - | 22                                  | 322                                 | 14,6                                | 45                                  | 5                                   | 0 | 0  | 0,0  | 0  | 0 | 0 | 0 |
| 2022        | LV          | NFL         | 0 | 0 | membro della squadra di allenamento | membro della squadra di allenamento | membro della squadra di allenamento | membro della squadra di allenamento | membro della squadra di allenamento | - | -  | -    | -  | - | - | - |
| 2023        | HOU         | USFL        | 7 | 3 | 14                                  | 103                                 | 7,4                                 | 18                                  | 0                                   | 1 | -1 | -1,0 | -1 | 0 | 0 | 0 |
| Totale NFL  | Totale NFL  | Totale NFL  | 4 | 0 | 2                                   | 29                                  | 14,5                                | 16                                  | 0                                   | 2 | 21 | 10,5 | 13 | 0 | 0 | 0 |
| Totale USFL | Totale USFL | Totale USFL | 7 | 3 | 36                                  | 425                                 | 11,8                                | 45                                  | 5                                   | 1 | -1 | -1,0 | -1 | 0 | 0 | 0 |

Fonte: Football Database
Statistiche aggiornate alla stagione 2022